# James Alex Slater
Pour les articles homonymes, voir Slater et Alex Slater.
James Alex Slater (1920-2008) est un entomologiste américain, spécialiste des hétéroptères (« punaises ») de la famille des Lygaeidae, notamment d'Afrique australe. Son fils, James Alex Slater II, est également entomologiste.